# Ensayo cinematográfico
Según su herencia literaria, el ensayo en la cinematografía podría definirse como un tránsito introspectivo, es decir, como una experiencia con el objetivo de desarrollar el propio pensamiento y las propias ideas. Didier Coureau escribió en la obra colectiva titulada L'essai et le cinéma que el ensayo es una forma que expresa pensamiento, definiendo en particular el ensayo en el cine como « una poética del pensamiento » o como la « noosfera filmica». Y también en la obra recién citada, la esencia misma de un ensayo sería, según José Moure, « partiendo de la masa desordenada del saber, entonces ubicar un pedazo junto a otro, tratando que el desarrollo de los mismos avance al unísono, tratando de inventar alusiones plausibles, tratando de encontrar una parte de verdad en la ilusión y en la ensoñación».
En Francia y en el cine, Chris Marker, Alain Resnais, Jean-Luc Godard, son con frecuencia señalados como "los ensayistas". Las nociones de involucramiento (político, social, humano, existencial, vital) y de experiencia (vivida o formal), en el cine también deben estar presentes al igual que en la literatura. Pero además, sería necesario interrogarse sobre la esfera poética, así como sobre el movimiento (diferentes puntos de vista, viajes, pensamientos), para así mejor poder captar las esencias.
El ensayista en ningún caso es gobernado por reglas establecidas. Jean-François Lyotard escribió que « el ensayista y el artista trabajan sin reglas con la finalidad de establecer algunas reglas de lo que podría ser». Es por ello que se tiene el hábito de decir que el ensayo es una obra posmoderna, una obra hacia el futuro. Y el cineasta ensayista es pues por esencia un cineasta posmoderno.

## Ejemplos

### El principio de indeterminación de Heisenberg
Partiendo de hechos, de imágenes, y/o de signos, el realizador de un ensayo se inspira a veces del enfoque estructuralista de Roland Barthes, confrontando o aproximando algunos fenómenos que a veces son objeto de un distanciamiento riguroso. Es el caso de Radovan Tadic cuando realiza Petits morceaux choisis, donde el enfoque parece más la propuesta de un filósofo estructuralista o de un físico cuántico, que la visión de un periodista que en apoyo maneja ciertas pruebas.
Contrariamente a un historiador o a un periodista, un ensayista se autoriza a considerar, por ejemplo, dos estados correlacionados de nuestra historia contemporánea, intentando demostrar, que a pesar de que la historia no está establecida por un determinismo clásico, y a pesar de que existe un conjunto casi infinito de caminos posibles que ligan esos dos eventos, de todas maneras existe un camino (o eventualmente varios) que es el más probable. El principio de indeterminación de Heisenberg identifica ese camino (o esos caminos), y explica cuales son los procesos que permiten afirmarlo.

### El montaje poético
Aquí, son el fragmento y la repetición de movimientos los que predominan. Este tipo de montaje es llamado : montaje poético o montaje a contrapunto (en francés: montage poétique ou montage à contrepoint). Y conste que esto no es un simple procedimiento cosmético.
Según el mismo Pelechian : « La expresión del sentido adquiere entonces un alcance mucho más fuerte y más profundo que por "collage" directo. La expresividad se vuelve entonces más intensa, y la capacidad informativa del film toma proporciones colosales ».
Con el fin de mejor comprender y manejar este montaje, se sugiere consultar Konets y Les saisons de Artavazd Pelechian.

## Ensayos cinematográficos
Entre los ensayos cinematográficos que se han destacado, se pueden citar :
- Les statues meurent aussi de Chris Marker y Alain Resnais (1953).
- Kashima Paradise de Yann Le Masson y Bénie Deswarte (1973).
- Sans soleil de Chris Marker (1982).
- JLG/JLG de Jean-Luc Godard (1994).
- Level 5 de Chris Marker (1996).
- Histoire(s) du cinéma de Jean-Luc Godard (1988-1998).
- Les Soviets plus l’électricité de Nicolas Rey (2001).
- Notre musique de Jean-Luc Godard (2004).

## Cineastas ensayistas
También otros cineastas pueden incluirse en la lista de cineastas ensayistas, y entre ellos :
- Chris Marker
- Chantal Akerman
- Yaël André
- Edmond Bernhard
- Hartmut Bitomski
- Benjamin Christensen
- Jem Cohen
- Pierre Creton
- Dominique Dubosc
- Harun Farocki
- Georges Franju
- Esteban Kang
- Johan van der Keuken
- Alexander Kluge
- Thierry Knauf
- Robert Kramer
- Boris Lehman
- Gaël Lépingle
- Cyril Mennegun
- Manoel de Oliveira
- Artavazd Pelechian
- David Perlov
- Jean-Daniel Pollet
- Daryush Shokof
- Radovan Tadic
- Lydie Wisshaupt-Claudel
- Federico Fellini
- João César Monteiro
- Agnès Varda
- Oskar Alegria

## El "ensayo cinematográfico" y el "cine arte"
Obviamente estos dos conceptos son muy próximos uno del otro, aunque el "ensayo cinematográfico" es más restrictivo.

### Sitios digitales dedicados a cineastas ensayistas
- Sitio internet Archivado el 20 de abril de 2018 en Wayback Machine. consagrado a Artavazd Pelechian, creado y editado por la revista universitaria Cadrage, y escrito por Pierre Arbus, profesor agregado, maestro de conferencias al ESAV, universidad de Toulouse
- Página internet consagrada a Jean-Luc Godard, creada y editada por Écran Noir
- Sitio digital en inglés y francés dedicado a Dominique Dubosc
- Entre cine experimental y ensayo : Jonas Mekas
- Des textes, des dessins, o comment mieux aborder l'œuvre de Jean-Daniel Pollet?.

### Sitios digitales consagrados a ensayos cinematográficos
- Sans soleil, un film de Chris Marker

### Artículos
- Peter Thompson, The Cinematic Essay

## DVD
- La Jetée de Chris Marker (ARTE Vídeo).
- Sans soleil de Chris Marker (ARTE Vídeo).
- Le Tombeau d'Alexandre de Chris Marker (ARTE Vídeo).
- Chats Perchés de Chris Marker (ARTE Vídeo).